# Lądowisko Prudnik
Lądowisko Prudnik (Neustadt) – nieistniejące obecnie lądowisko Luftwaffe, sklasyfikowane jako lądowisko awaryjne (Notlandeplatz). Brak danych na temat dalszego wykorzystania. Znajdowało się 2 km na północ od Prudnika. Posiadało nawierzchnię trawiastą.

## Historia
Lądowisko istniało już w 1927. Znajdowała się tam też największa strzelnica należąca do prudnickiego garnizonu. Po zakończeniu II wojny światowej lokalna jednostka wojskowa posiadała na jego terenie zainstalowane radiostacje i inne urządzenia nasłuchowe. Był tam również budynek wartowni. Obecnie teren jest zarośnięty. Po strzelnicy pozostały umocnienia, kulochwyty i betonowe wieże obserwacyjne.